# Nederlands Openluchtmuseum

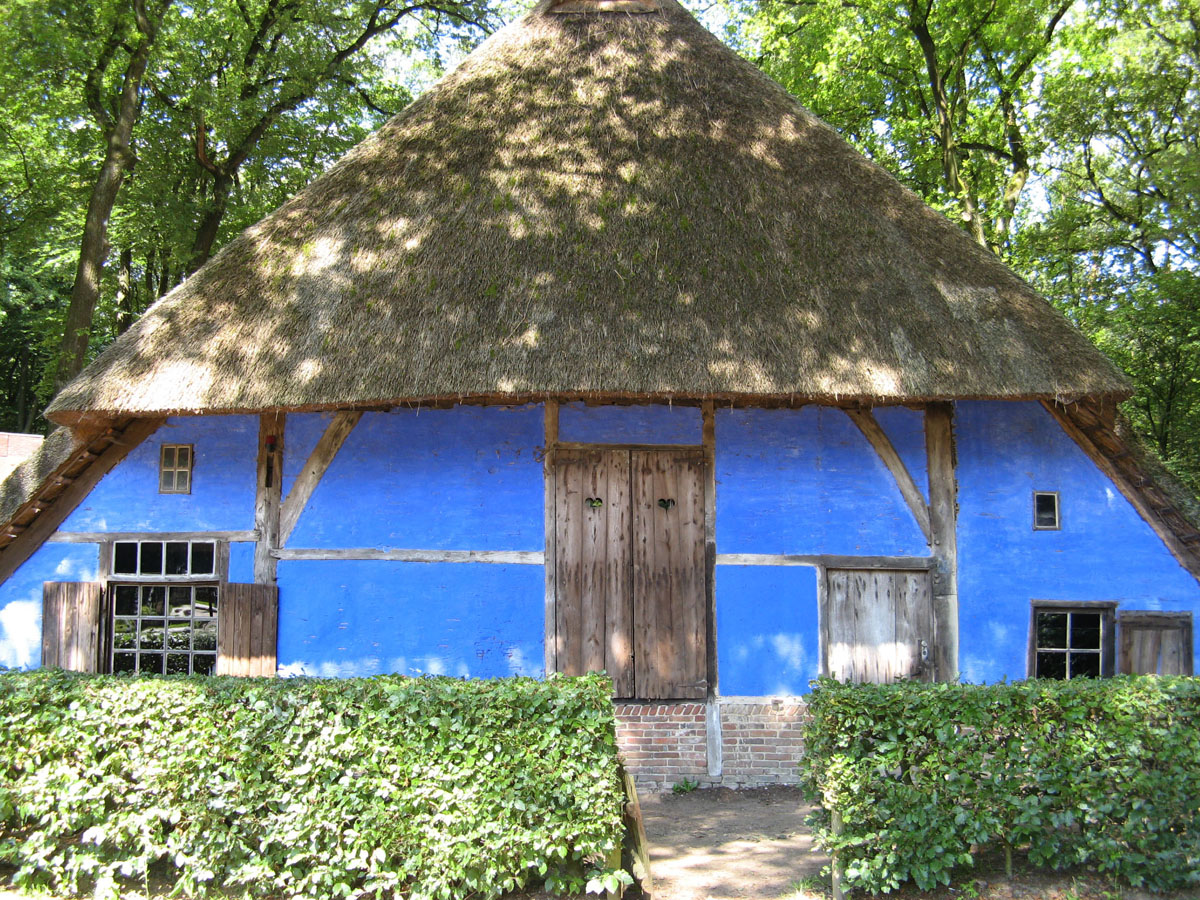
Los hoes, deelgebied: Erven

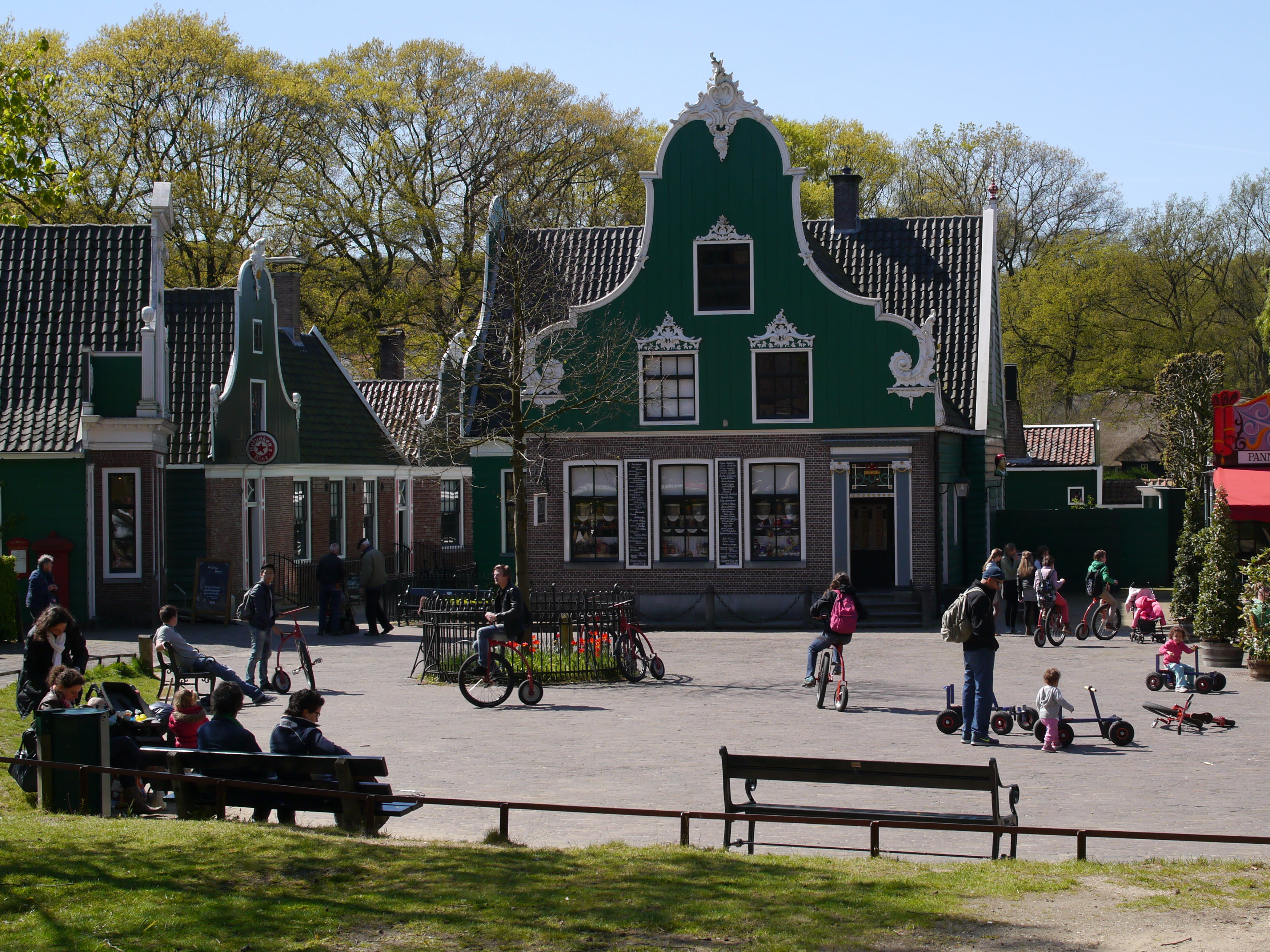
Zaanse buurt, deelgebied: Dorp

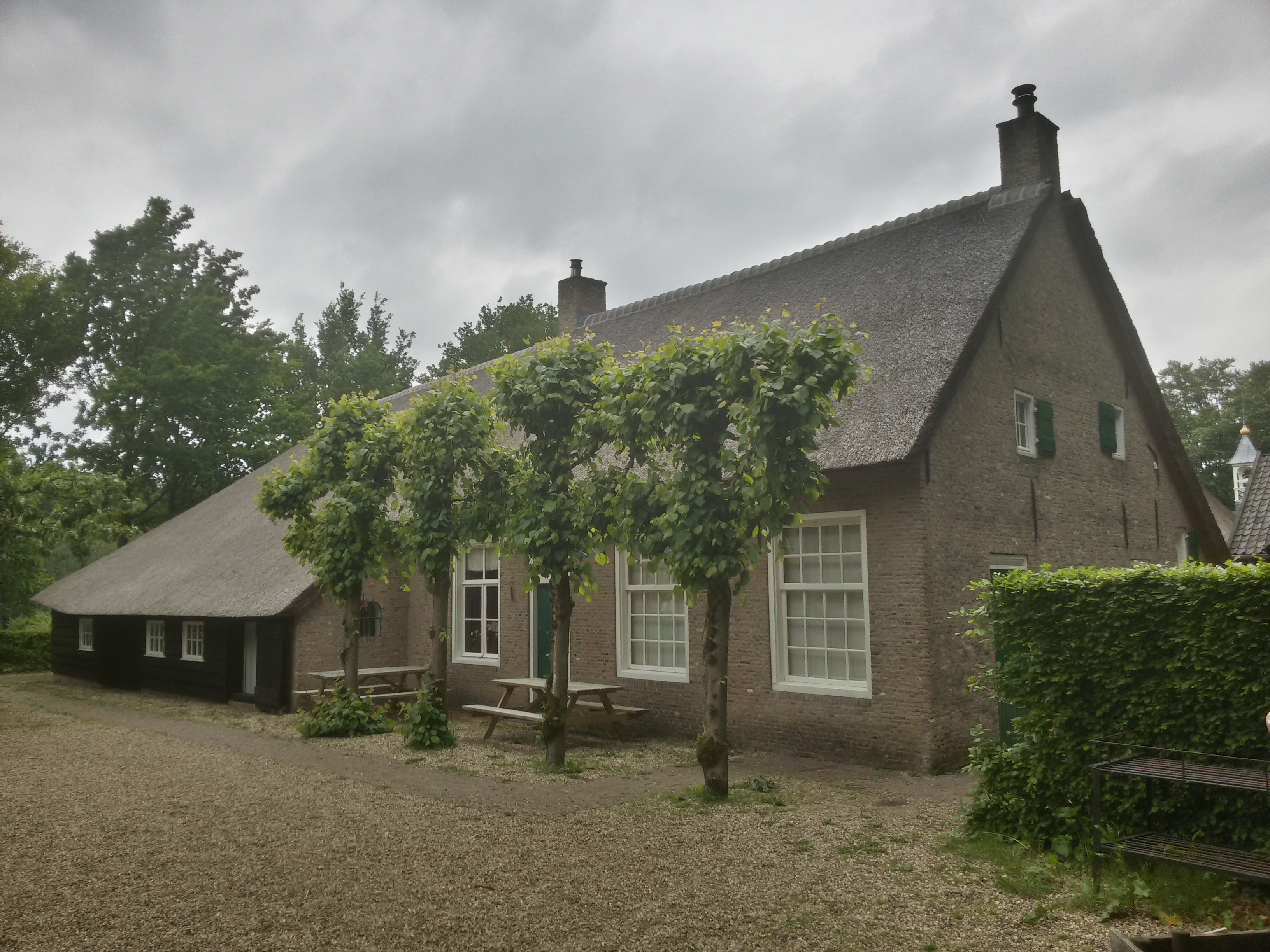
Hallehuisboerderij, deelgebied: Lint en Tuinen

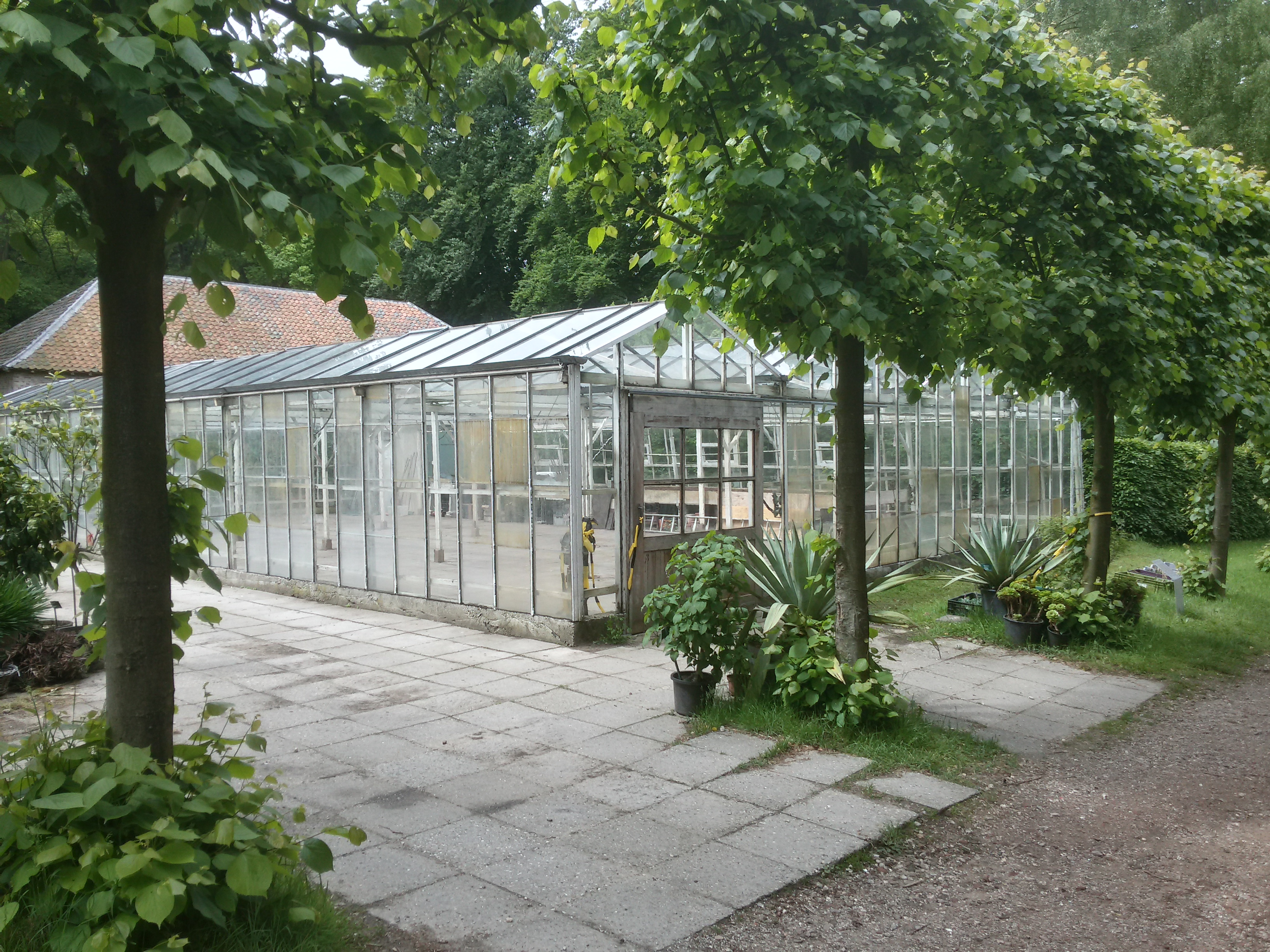
Venloos warenhuis (tuinderskas), deelgebied: Tuinen

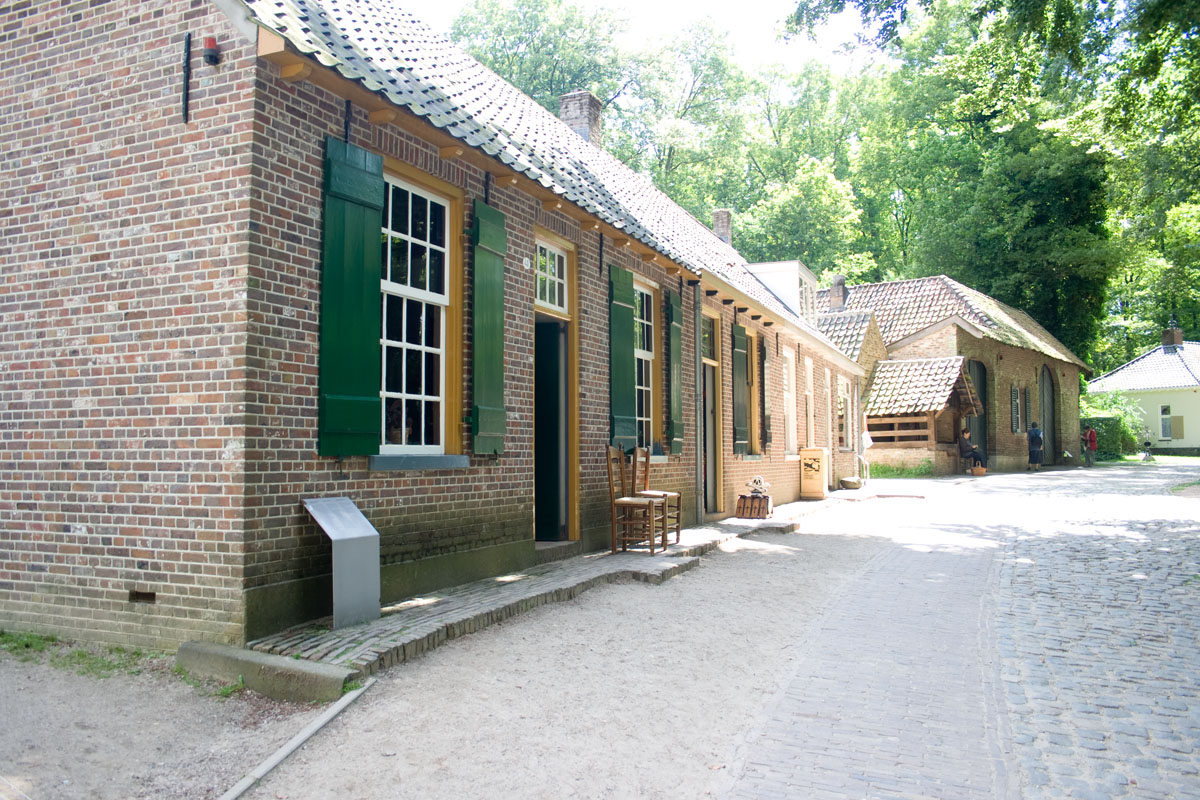
Arbeidershuisjes, deelgebied: Lint

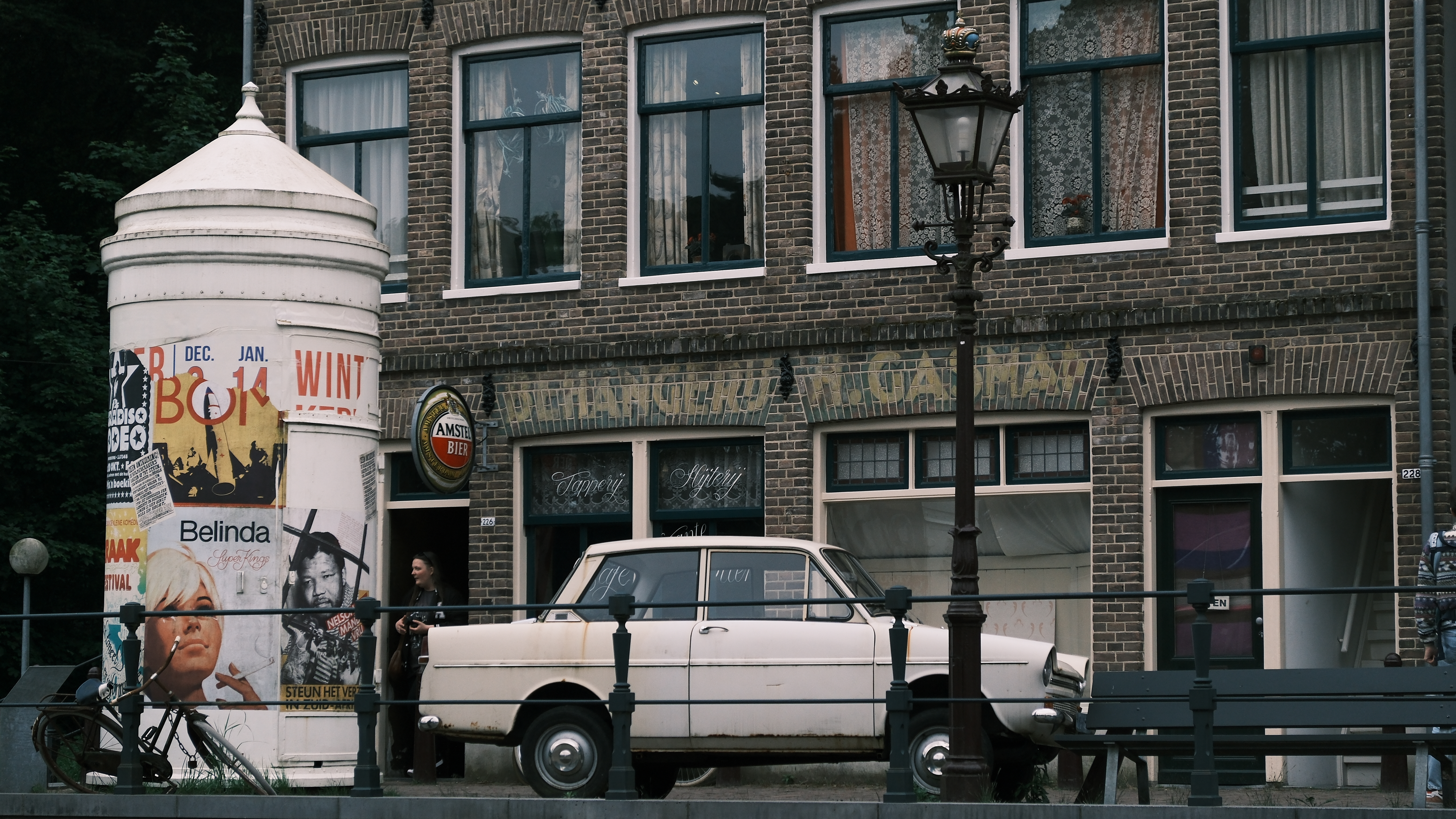
Westerstraat (Jordaan), deelgebied: Landgoed

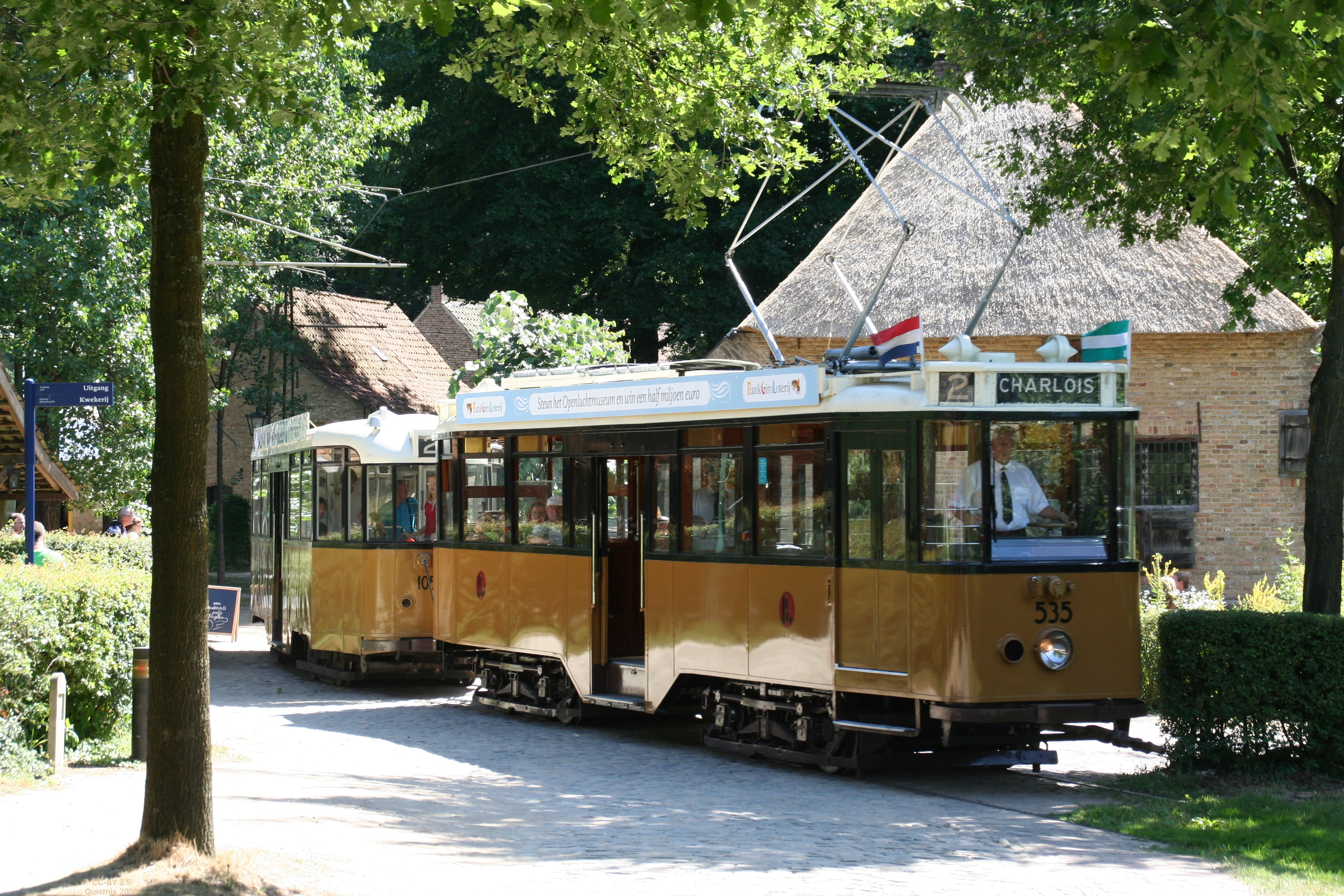
Tramstel van de RET in het museum.

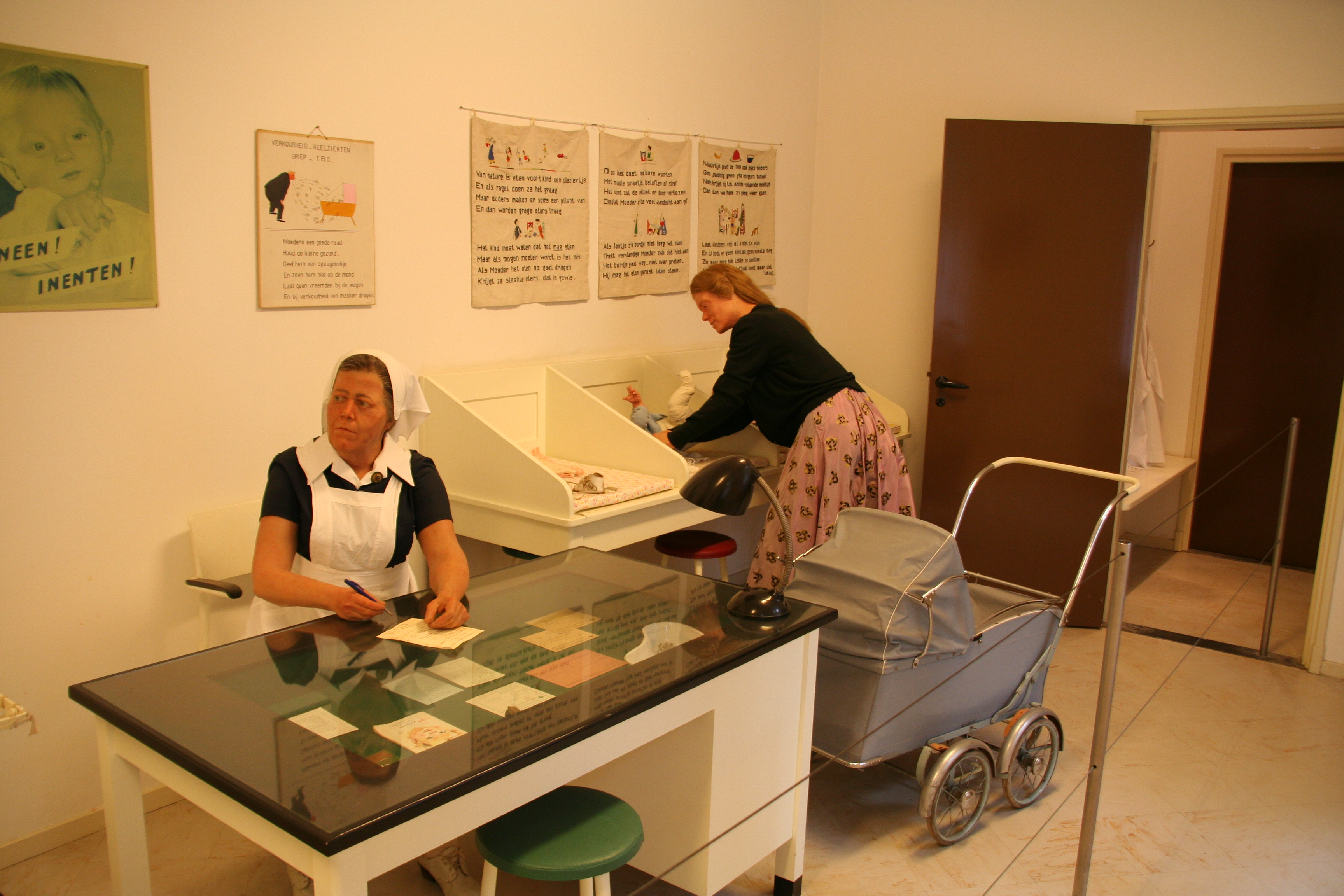
Presentatie van Het Groene Kruis in het park.

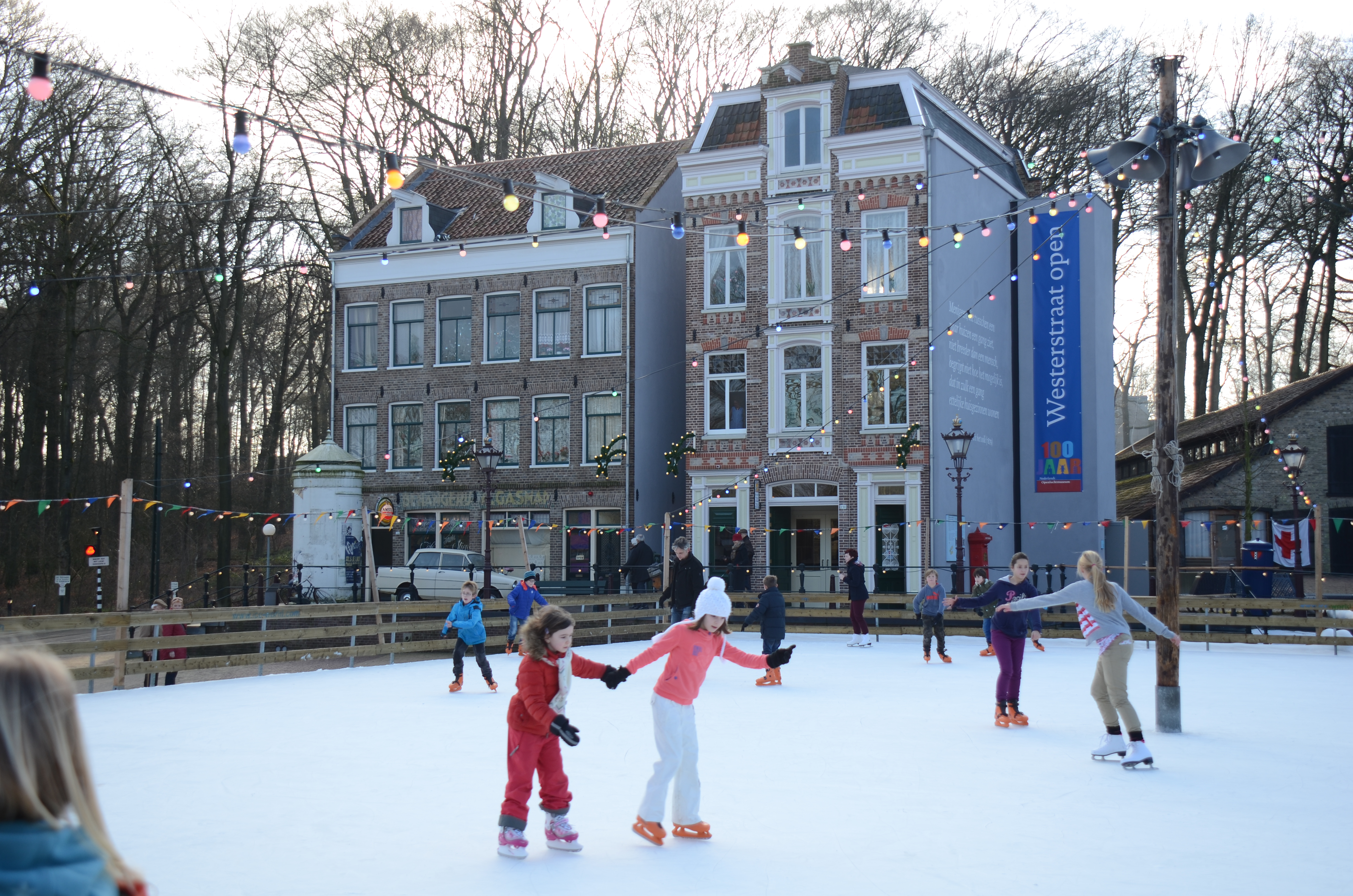
In de winter is in het museum een sfeervol verlichte ijsbaan.

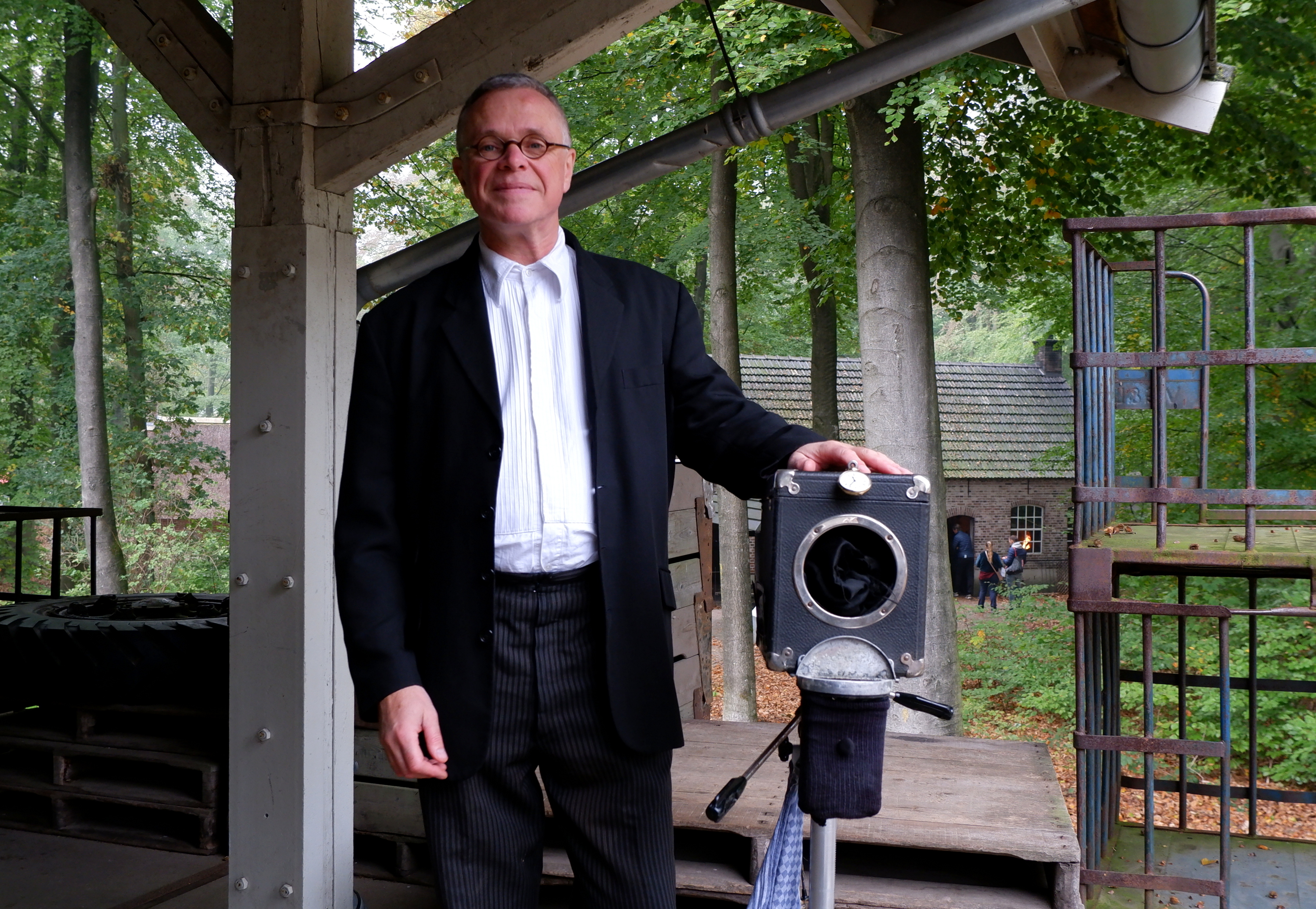
Museumfotograaf met een 'Mandel photo postcard machine'

Het Nederlands Openluchtmuseum is een cultuurhistorisch museum in Arnhem. Het bestaat uit een buitenmuseum en een binnenmuseum. Met ruim 555.000 bezoekers in 2015 is het Arnhemse museum het best bezochte museum van Nederland buiten Amsterdam.
Het museum geeft een beeld van het leven in Nederland door de eeuwen heen. Wonen, werken, recreatie en tradities van de Nederlanders worden aan de hand van veelal verplaatste originele gebouwen zoals diverse soorten molens, huizen, boerderijen, gebedshuizen en werkplaatsen in beeld gebracht. In een aantal gebouwen ontvangen museummedewerkers, die als oorspronkelijke bewoners gekleed zijn, de bezoekers. Ook tal van gebruiksvoorwerpen, oude ambachten en klederdrachten zijn tentoongesteld. Tevens geven ambachtslieden demonstraties van hun kunnen. Bijna dagelijks zijn onder andere een molenaar, een smid, een drukker, een papierschepper en een conducteur aan het werk. Tijdens weekenden worden veelal bijzondere activiteiten georganiseerd, zoals: draaiorgeldag, oogsten van rogge, dorsen van graan en ploegen met paarden
De gebouwen zijn naar thema ingedeeld in een aantal deelgebieden: Erven, Dorp, Platteland, Tuinen, Lint en Landgoed. Naast de historische gebouwen heeft het museum een permanente presentatie aan de hand van de Canon van Nederland. De Canon bestaat uit 50 vensters die een ruim uitzicht geven op de geschiedenis achter de vijftig onderwerpen.
Het museum is lid van de Nederlandse Vereniging van Botanische Tuinen, Club van Elf, Modemuze en van de Museumvereniging. Het museumpark heeft een oppervlakte van 44 hectare.

## Geschiedenis

### Oprichting
Het Openluchtmuseum kwam tot stand mede dankzij de historicus Frederic Adolph Hoefer, die in april 1912 het plan opperde om een openluchtmuseum te bouwen, in navolging van soortgelijke musea die hij in Scandinavië had bezocht. Door industrialisatie en verstedelijking verdwenen de regionale verschillen en dreigden tradities en ambachten verloren te gaan. Door historisch belangrijke gebouwen naar een museumterrein te verplaatsen, waar mensen met kennis van zaken aan bezoekers tonen hoe men vroeger leefde en werkte, kan het verleden levend worden gehouden. De "Vereniging voor Volkskunde Het Nederlands Openluchtmuseum" werd nog dezelfde maand opgericht, en deze opende op 13 juli 1918 haar deuren, met zes gebouwen die men van elders had overgebracht. Een van deze eerste huisjes is het los hoes uit Beuningen dat al in de 17e eeuw is gebouwd.

### Tweede Wereldoorlog
Bij aanvang van de Tweede Wereldoorlog werd het museum getroffen door brandbommen waarbij een woning in de Zaanse buurt afbrandde. In 1941 werd het museum hernoemd tot het Rijksmuseum voor Volkskunde. Na de Slag om Arnhem was het museum enige tijd bewoond door enige honderden evacués. De Arnhemse verzetsman Anton Zwiers die in het museum verbleef werd op 3 november 1944 geëxecuteerd door Nederlandse SS'ers. Op 17 november 1944 werd, in een van de Zaanse huisjes, Franneke van der Kallen geboren. Ook Nora Olga Marijke werd er op 15 november 1944 geboren. Haar initialen staan voor NOM (Nederlands Openluchtmuseum). Een derde kindje overleed twee weken na de geboorte. In 1945 ging bij een aanval van een V1-luchtraket de collectie klederdracht en beschilderde meubelen verloren.

### Sluitingsdreiging
In 1987 leek het er even op dat het museum door het beleid van de toenmalige minister van Welzijn, Volksgezondheid en Cultuur, Elco Brinkman, zijn deuren moest sluiten. Na een demonstratie door het publiek, subsidies van de rijksoverheid en een flinke reorganisatie, waarbij naast het leven op het platteland ook de industriële ontwikkeling aandacht kreeg, kon het museum zijn bestaansrecht toch behouden. Het wijzigde in 1991 van een rijksmuseum naar een verzelfstandige organisatie in de vorm van een stichting. De gebouwen en voorwerpen bleven als onderdeel van de rijkscollectie in eigendom van het Rijk. In mei 2005 leverde deze nieuwe koers het Openluchtmuseum de titel Europees museum van het jaar op.

### Vernieuwing
In 1996 werd op het terrein van het museum een tramlijn aangelegd. Dankzij deze ringlijn kunnen ook bezoekers die minder goed ter been zijn gemakkelijker de verder van de hoofdingang gelegen delen van het museum bezoeken. Er werd een replica van een deel van de in 1944 verwoeste Arnhemse tramremise voor gebouwd. Ook een Arnhemse tram uit 1929 werd gereconstrueerd. Deze kwam in 1998 in gebruik. De dienst wordt voorts uitgevoerd met materieel afkomstig van de Rotterdamse en Haagse tram. Er rijdt ook een railreiniger van de Amsterdamse tram en jaarlijks komt er materieel van Nederlandse trammusea als gast.
In 1999 werd de attractie HollandRama geopend. Die liet een wonderbaarlijke reis zien, kriskras door het karakteristieke "Holland" van vroeger en nu, in zes panoramische vertellingen. Door de komst van de Canon van Nederland, een nieuwe presentatie met daarin de hoogtepunten van de Nederlandse geschiedenis, is deze attractie begin 2015 weggehaald.
In 2007 werd de goederenloods Van Gend & Loos afkomstig van het Tielse stationsemplacement geplaatst. Op 3 april 2012 werd door koningin Beatrix de uit de Amsterdamse Jordaan afkomstige Pottenbakkersgang geopend. In dat jaar werd tevens het eeuwfeest van het museum gevierd. In 2014 werd de watersnoodwoning en de jaknikker BRK-10 aan de collectie toegevoegd.
In 2023 ontving het museum een particuliere collectie betreffende het gefailleerde warenhuis Vroom & Dreesman. Behalve koopwaar ging het om winkeluitrusting, zoals kassa's en dienstkleding.
Tegenover het Openluchtmuseum moest het Nationaal Historisch Museum (NHM) verrijzen. De plannen voor het nieuwe museum over de geschiedenis van Nederland kwam uiteindelijk nooit tot realisatie. Wel besloot de toenmalig staatssecretaris de presentatie van de Canon van Nederland, oorspronkelijk gepland voor het NHM, te realiseren in het Nederlands Openluchtmuseum. Op 22 september 2017 werd de Canon van Nederland groots geopend.
In 2016 is er een nieuw masterplan ontwikkeld voor de komende tien jaar, genaamd Dichter bij de geschiedenis dan ooit. Zo zijn er plannen om de naoorlogse stadscultuur als een nieuw gebied in het museum te verwerken, met bijvoorbeeld een doorzonwoning, een portiekflat en een moskee. Mogelijk worden ook een synagoge en een aantal verouderde gebouwen van Het Dorp (Arnhem) in de vernieuwing opgenomen.
Op 18 januari 2018 werd een Gelderse hallenhuisboerderij in het museum door een westerstorm zwaar beschadigd. Deze boerderij uit 1780 is het oudste van de gebouwen die al op het terrein stonden vóór het museum werd opgericht.
Om de regio Arnhem (inter)nationaal verder op de kaart te zetten hebben het Nederlands Openluchtmuseum en Koninklijke Burgers' Zoo een partnership gesloten met de plaatselijke profvoetbalclub Vitesse. Hiermee staan vanaf het Eredivisie seizoen 2019/2020 de twee namen op het shirt van Vitesse.
Omstreeks mei 2024 zijn er zes doorzonwoningen toegevoegd aan het museum. De woningen staan in het nieuw ontwikkelde deelgebied met als werktitel 't Veld. Overplaatsen van historische panden naar het museum ging eerst steen voor steen, later wand voor wand.

## De Canon van Nederland
Het binnenmuseum (entreegebouw) bestaat onder andere uit een permanente presentatie aan de hand van de Canon van Nederland. Stap voor stap wordt, in samenwerking met het Rijksmuseum in Amsterdam, de geschiedenis van het dagelijks leven met de grote gebeurtenissen uit het verleden verbonden. De vijftig vensters van de Canon van Nederland zijn in tien tijdvakken verwerkt met historische objecten, interactieve en audiovisuele presentaties. Naast de presentatie zijn er ook verschillende vensters uit de Canon belicht in bestaande historische gebouwen uit het museumpark. Zo komt men bijvoorbeeld in het Groene Kruisgebouw meer te weten over Willem Drees en in de kloostertuin over Karel de Grote.

### De tien tijdvensters in de Canon
| jagers en boeren         | prehistorie                              | tot 3000 v.Chr.            |
| Grieken en Romeinen      | oudheid                                  | 3000 v.Chr. tot 500 n.Chr. |
| monniken en ridders      | vroege middeleeuwen                      | 500 tot 1000               |
| steden en staten         | hoge en late middeleeuwen                | 1000 tot 1500              |
| ontdekkers en hervormers | renaissance/reformatie/ontdekkingsreizen | 1450 tot 1600              |
| regenten en vorsten      | Gouden Eeuw                              | 1600 tot 1700              |
| pruiken en revoluties    | verlichting                              | 1700 tot 1800              |
| burgers en stoommachines | industrialisatie                         | 1800 tot 1900              |
| de wereldoorlogen        | eerste helft 20e eeuw                    | 1900 tot 1950              |
| televisie en computer    | tweede helft 20e eeuw                    | 1950 tot heden             |

## HollandRama (1999 - 2015)
HollandRama was een simulator in het Nederlands Openluchtmuseum.
Het HollandRama bevond zich sinds 1999 bij de museumingang in een eivormig gebouw ontworpen door het Delftse architectenbureau Mecanoo. De simulator lag deels ondergronds. Op 17 juli 2014 werd bekend dat HollandRama zou sluiten om plaats te maken voor een andere attractie. Uiteindelijk maakte de simulator zijn laatste rit op 11 januari 2015.

### Techniek
De rondvormige simulator was ingericht als bioscoopzaal. Op het rondvormige plateau stonden banken opgesteld die konden bewegen. Voor in de simulator bevond zich een filmdoek. Dit doek zat door middel van touwen vast aan katrollen, waardoor het omhoog getrokken kon worden. Om de gehele simulator waren meerdere scènes boven, onder en naast elkaar gerealiseerd die betrekking hadden op de geschiedenis van Nederland. Zo was er een stilleven van een dorp te zien en een textielfabriek waarin verschillende bewegende objecten stonden opgesteld. Doordat het voertuig een simulator was, draaide het tijdens de rit langs de verschillende scènes, afgewisseld met korte video's op het scherm. De rit eindigde met een video vanonder de simulator gefilmd waarin de techniek achter de attractie onthuld werd.
Dagelijks waren er meerdere voorstellingen van HollandRama. De rit duurde circa twintig minuten. In 2001 ontving het Openluchtmuseum vanwege deze attractie de Thea Award, een belangrijke prijs binnen de internationale entertainmentindustrie.

## Collectie
In de collectie van het museum bevinden zich ongeveer 152.000 voorwerpen waaronder boerenwagens, woningtextiel, streekdracht en speelgoed. Een deel daarvan is te zien in het museumpark, maar het overgrote deel bevindt zich in een depot. Het museum werkt met verschillende erfgoedinstellingen (Rijksmuseum, Paleis het Loo en Rijksdienst voor het Cultureel Erfgoed) samen aan het CollectieCentrum Nederland, een gezamenlijk depot in Amersfoort dat sinds zomer 2021 in gebruik is.

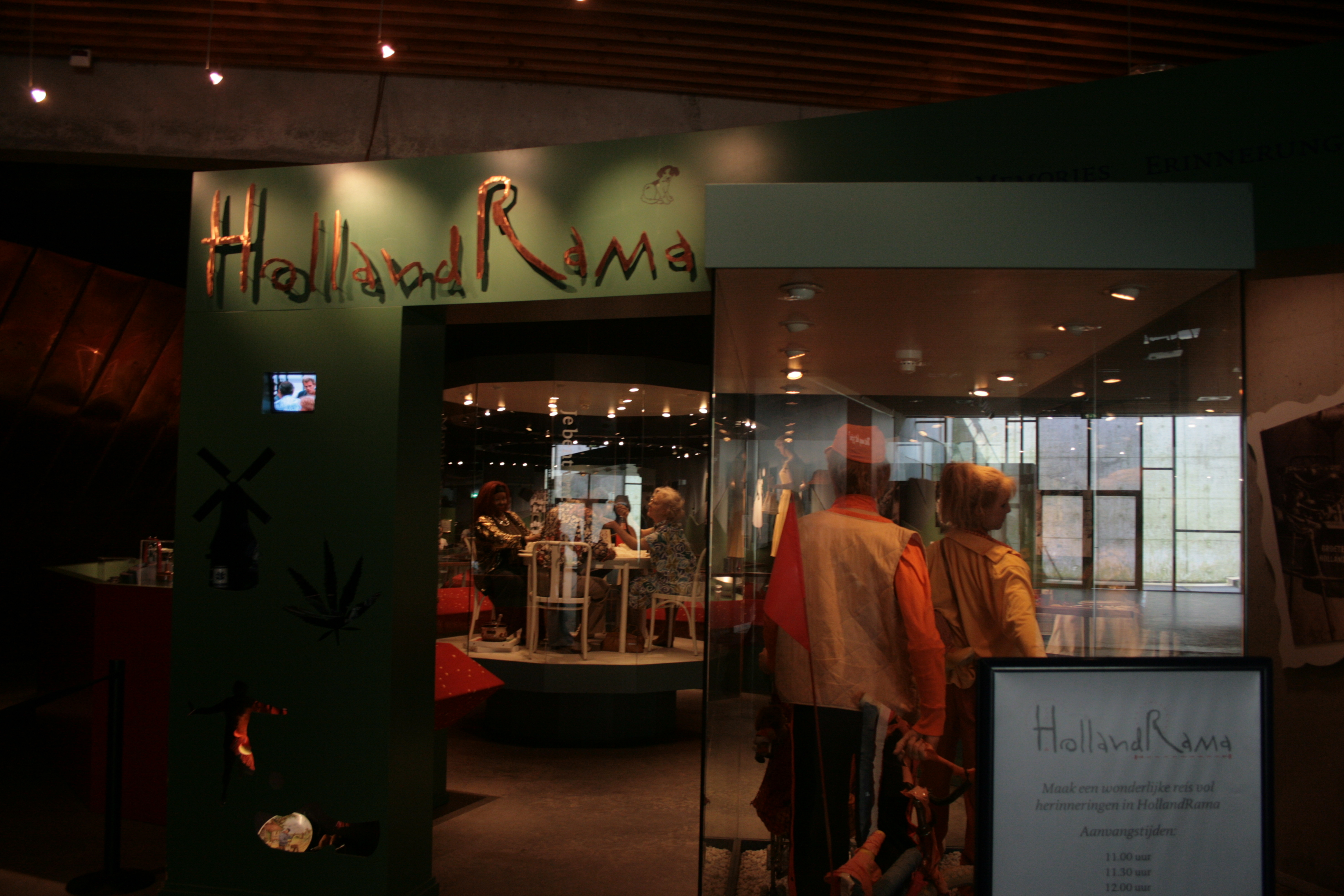
De entree van het voormalige HollandRama.

De collectie omvat niet alleen voorwerpen, maar ook ambachten en de omgeving waarin deze werden beoefend. Zo zijn er een zuivelfabriek, een Italiaanse ijsmakerij en een scheepswerf te zien.

## Kenniscentrum Immaterieel Erfgoed Nederland
Kenniscentrum Immaterieel Erfgoed Nederland is onderdeel van het Nederlands Openluchtmuseum en wordt gesubsidieerd door het ministerie van OCW. Het kenniscentrum stelt zich ten doel volkscultuur en immaterieel erfgoed te versterken. Het brengt het Verdrag ter Bescherming van het Immaterieel Cultureel Erfgoed van de Unesco in praktijk. Het ontplooit activiteiten gericht op behoud, beheer en ontwikkeling van het immaterieel erfgoed in Nederland. Het adviseert overheden over volkscultuur en immaterieel erfgoedbeleid en stimuleert het debat daarover.

## Onderscheidingen
- 2001: Thea Award for Outstanding Achievement; voor HollandRama[15]
- 2005: Europese prijs voor het Museum van het Jaar[16]
- 2009: BankGiro Loterij Museumprijs[17]
- 2018: Museums + Heritage Awards; voor De Canon van Nederland[18]

## Bereikbaarheid
Het Openluchtmuseum ligt aan de noordkant van Arnhem, tegen de rand van de Veluwe. Ten westen van het museum bevindt zich Koninklijke Burgers' Zoo. Het is bereikbaar met buslijn 3 via halte Openluchtmuseum West en met buslijn 8 via halte Openluchtmuseum Oost.